# 클리프 사이먼
클리프 사이먼(영어: Cliff Simon, 1962년 9월 7일 ~ 2021년 3월 9일)은 남아프리카 공화국의 배우이다.

## 출연 작품
- 프로젝트 : 에덴 (2017)
- 스타게이트 - 컨티넘 (2008)
- 특명 델타 포스 5 - 랜덤 파이어 (2000)